# Ludwik Franciszek Wlazełko

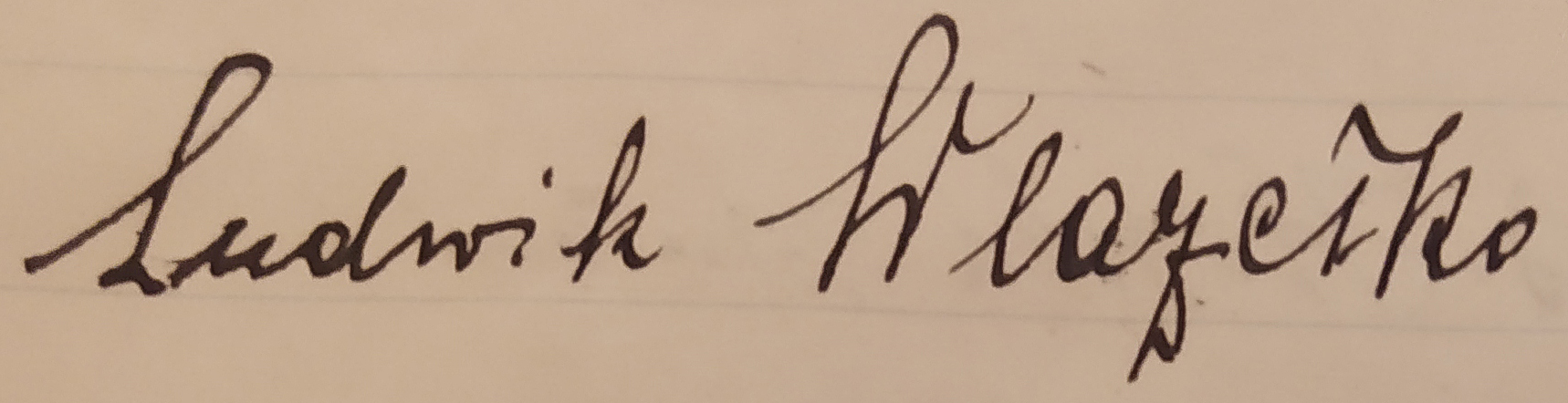
Podpis majora Ludwika Wlazełko.

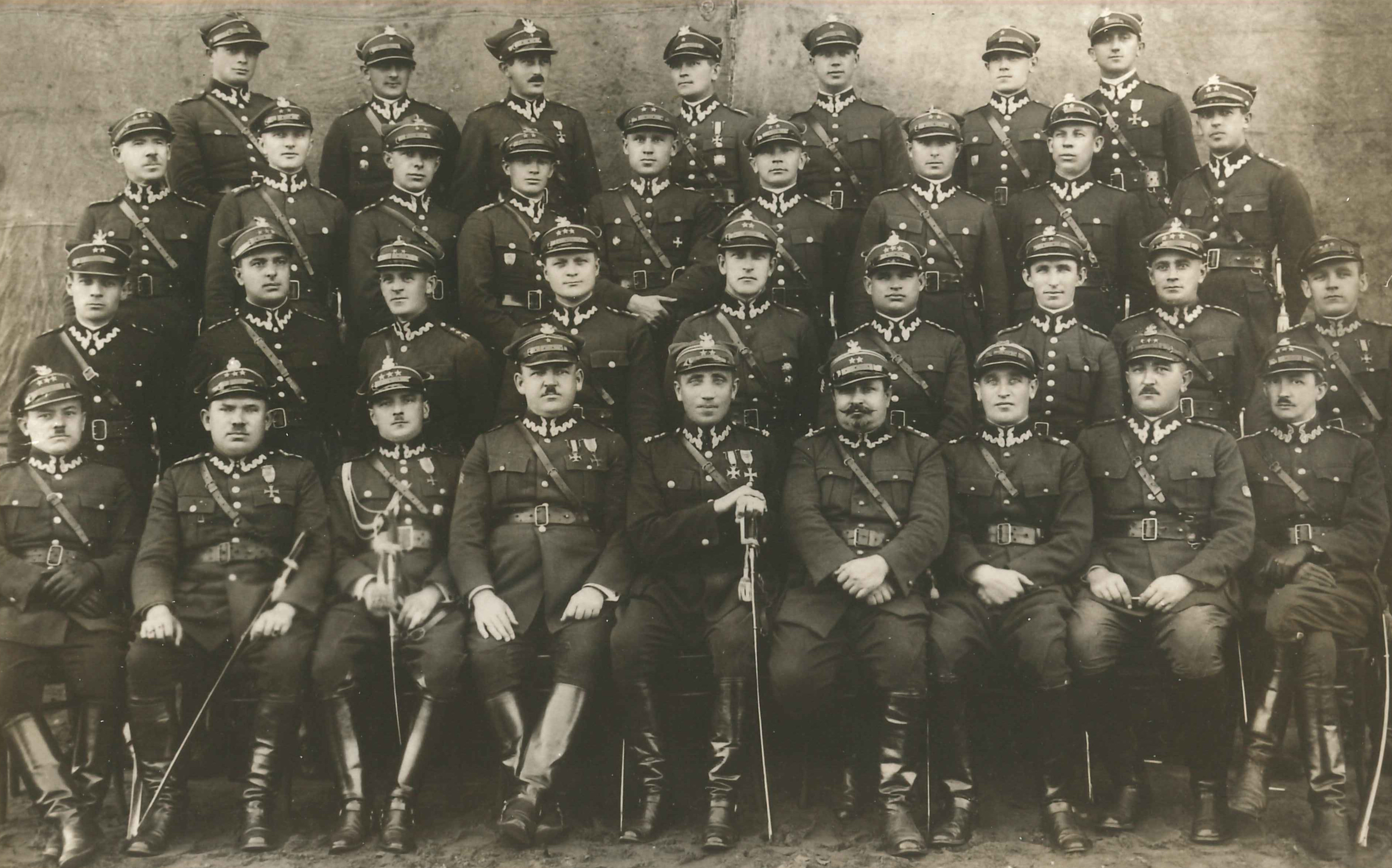
Kadra oficerska 14 pułku piechoty w II połowie 1928 roku. Od prawej siedzą: kpt. Stanisław Pietrzyk, kpt. Emil Zawisza, mjr Julian Czubryt, ppłk lek. Ewaryst Wąsowski, ppłk Ignacy Misiąg, mjr Mikołaj Świderski, kpt. Stanisław Trojan, kpt. Ludwik Wlazełko i kpt. Józef Tkaczyk.

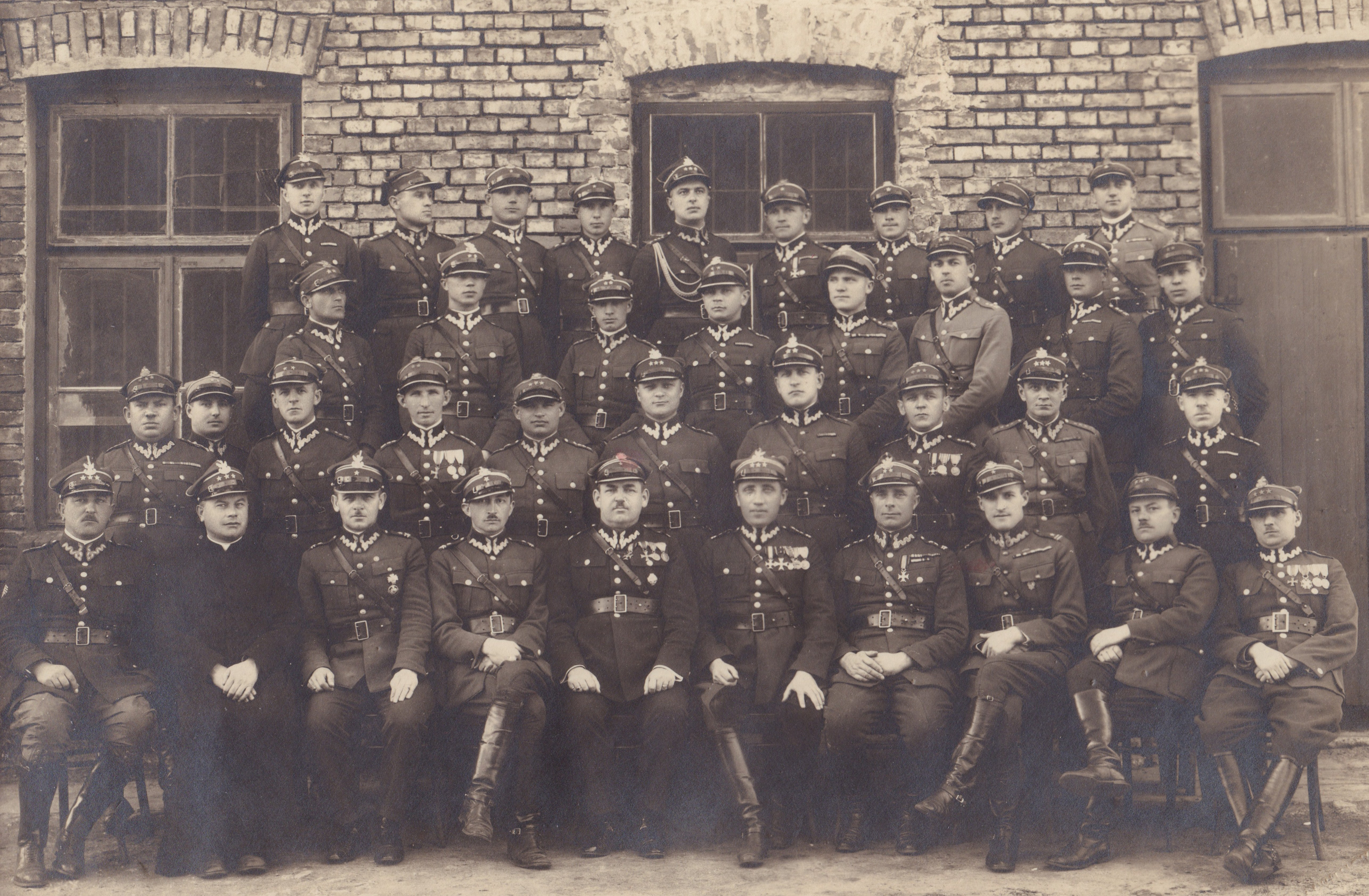
Korpus oficerski 14 pp w I kwartale 1930. W I rzędzie siedzą od lewej: kpt. Emil Zawisza, ks. kpt. Antoni Kosiba, mjr Aleksander Zabłocki, mjr Stanisław Pietrzyk, mjr Mikołaj Świderski, płk Ignacy Misiąg, ppłk Franciszek Sudoł, mjr Aleksander Fiszer, kpt. Józef Tkaczyk i kpt. Stanisław Trojan. W II rzędzie od dołu jako pierwszy z lewej stoi kpt. Ludwik Wlazełko.

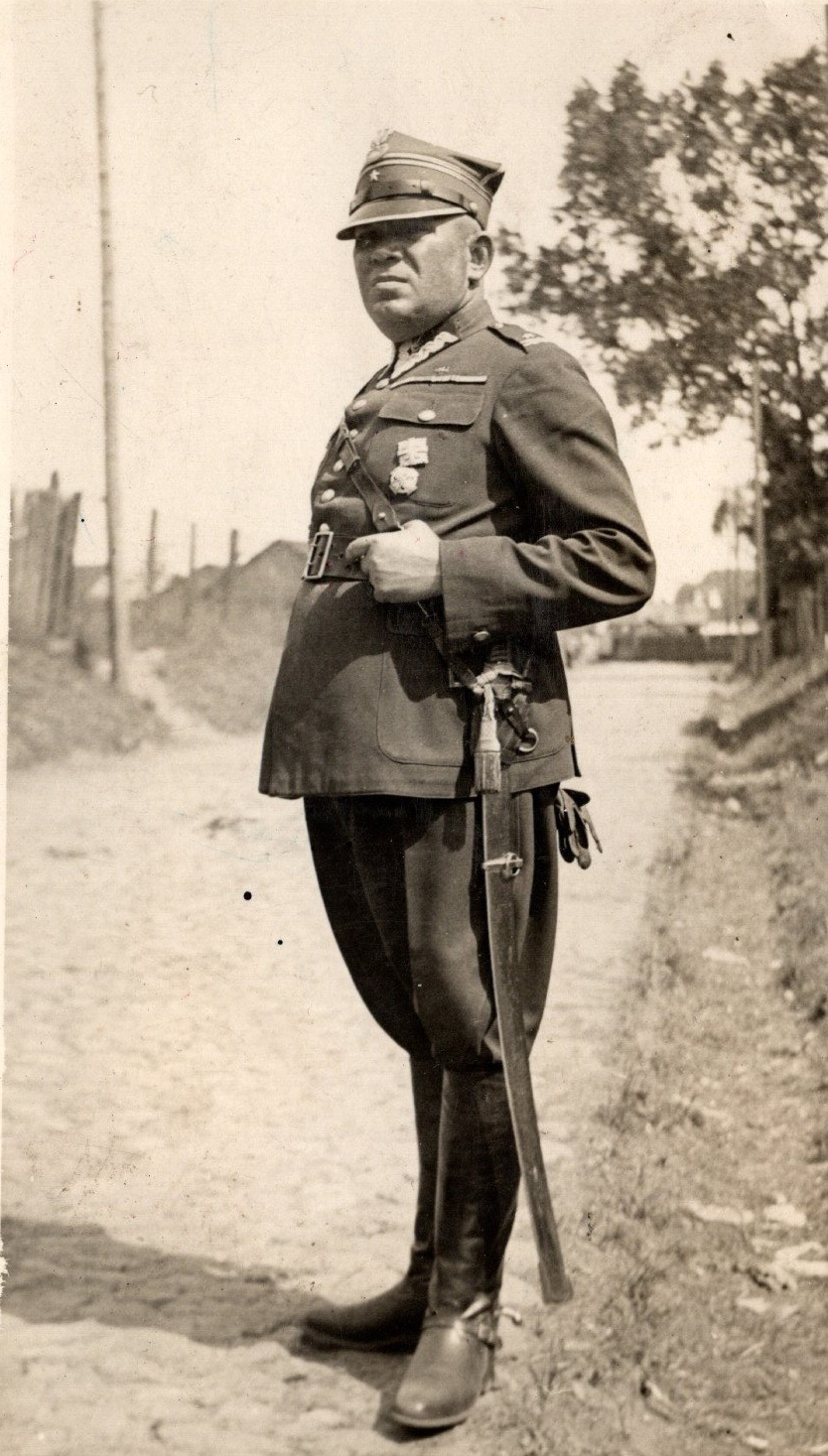
Major Wojska Polskiego Ludwik Wlazełko.

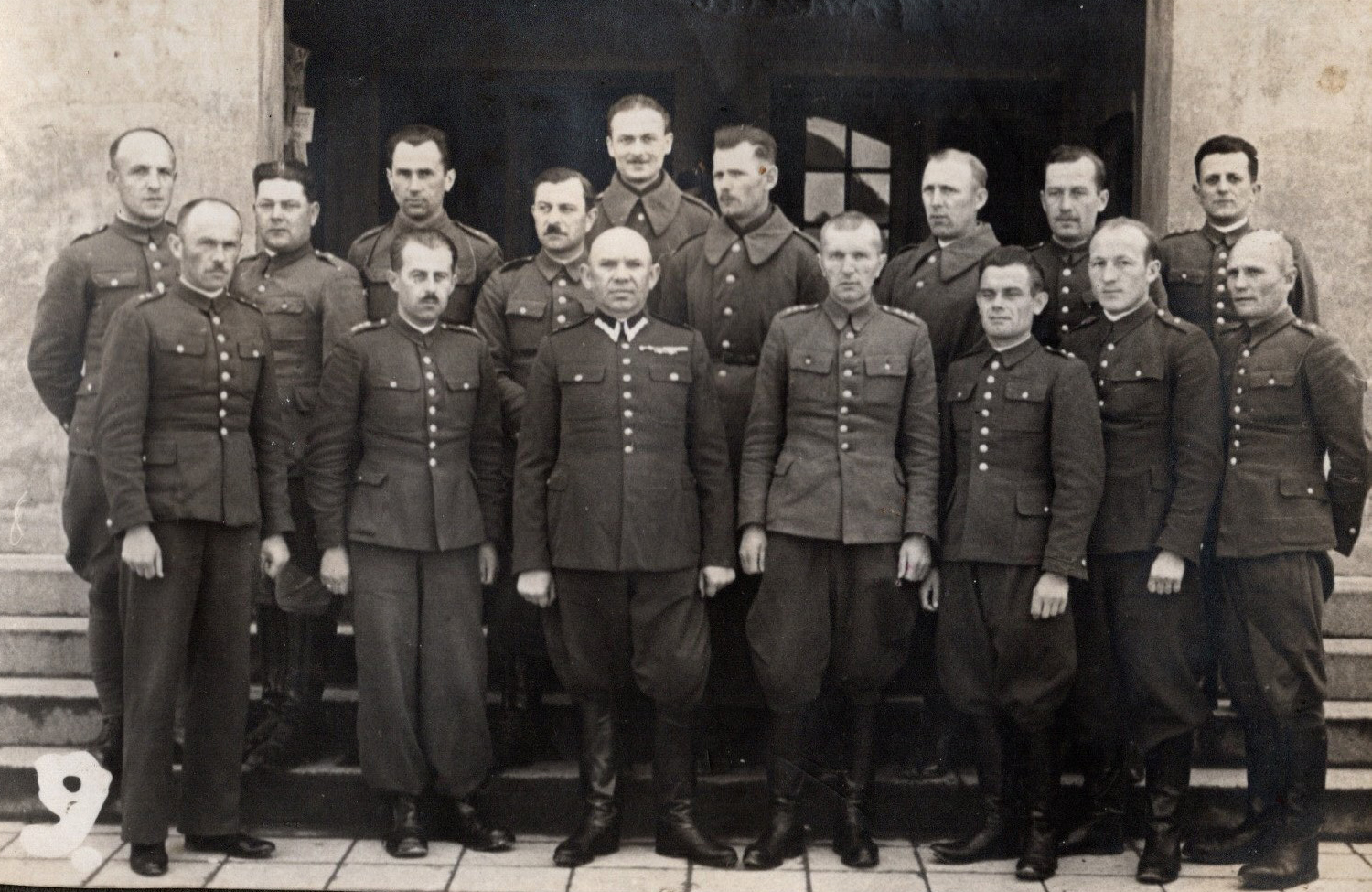
Mjr Ludwik Wlazełko (stoi trzeci od lewej w dolnym rzędzie) w oflagu VII A Murnau.

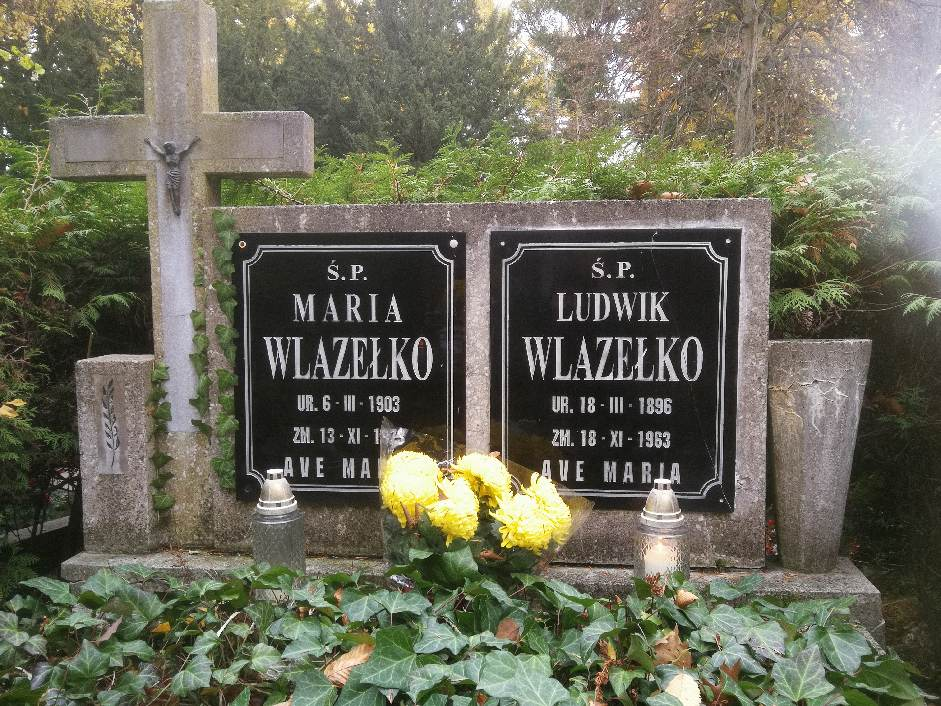
Tablica na grobie mjr. Ludwika Wlazełko (na tablicy wskazano błędną datę urodzenia).

Ludwik Franciszek Wlazełko (ur. 16 sierpnia 1896 w Kańczudze, zm. 18 listopada 1963 w Szczecinie) – major piechoty Wojska Polskiego.

## Życiorys
Syn Jana i Julianny z Wrońskich, urodzony w parafii Kańczuga. Naukę pobierał w C. K. Gimnazjum w Jarosławiu. Służbę wojskową rozpoczął w cesarsko-królewskiej Obronie Krajowej. Z dniem 1 grudnia 1917 roku mianowany został podporucznikiem rezerwy piechoty. W roku 1918 pełnił służbę wojskową w c. k. Pułku Strzelców Nr 34.
Na mocy dekretu L. 2014 wydanego w dniu 25 lutego 1920 roku przez Naczelnego Wodza – marszałka Józefa Piłsudskiego, podporucznik Ludwik Wlazełko z 14 pułku piechoty został mianowany warunkowo z dniem 1 grudnia 1919 r. porucznikiem w piechocie, do czasu ukończenia prac przez Komisję Weryfikacyjną. W szeregach 14 pp wziął udział w wojnie polsko-bolszewickiej, za wykazane w walkach męstwo odznaczony został dwukrotnie Krzyżem Walecznych (po raz drugi na mocy rozkazu L. 2142 wydanego przez Ministra Spraw Wojskowych). Na dzień 1 czerwca 1921 r. służył nadal w 14 pułku piechoty, w randze porucznika. Dekretem Naczelnika Państwa i Wodza Naczelnego z dnia 3 maja 1922 r. (dekret L. 19400/O.V.) został zweryfikowany w tymże stopniu ze starszeństwem z dnia 1 czerwca 1919 r. i 1034. lokatą w korpusie oficerów piechoty. W roku 1923 zajmował już 922. lokatę wśród poruczników piechoty. Na podstawie rozporządzenia z dnia 1 grudnia 1924 r., wydanego przez Prezydenta RP Stanisława Wojciechowskiego, został awansowany do stopnia kapitana, ze starszeństwem od dnia 15 sierpnia 1924 roku i 436. lokatą w korpusie oficerów piechoty. Pod koniec tego roku zajmował już 434. lokatę w swoim starszeństwie wśród kapitanów korpusu piechoty. 
Od 18 stycznia 1919 r. do roku 1932 pełnił służbę w 14 pułku piechoty z Włocławka. Z dniem 7 stycznia 1925 r. został odkomenderowany na IX-ty pięciomiesięczny Kurs Doszkolenia Młodszych Oficerów Piechoty w Chełmnie. Z dniem 1 września 1925 przydzielono go (na mocy rozporządzenia Dep.I.L. 12146.1925 wydanego przez ministra spraw wojskowych - gen. dyw. Władysława Sikorskiego), w korpusie oficerów piechoty, na stanowisko instruktora do Kadry kursów doszkolenia młodszych oficerów piechoty w Chełmnie. W dniu 19 grudnia 1925 r. ogłoszono jego przydzielenie (jako nadetatowego oficera 14 pp) z kadry kursu doszkolenia młodszych oficerów piechoty w Chełmnie do 14 pułku piechoty. 
Zarządzeniem Prezesa Rady Ministrów odznaczony został w roku 1928 Srebrnym Krzyżem Zasługi. Służąc we włocławskim pułku piastował między innymi (na dzień 16 września 1930 roku) stanowisko oficera mobilizacyjnego. W 1931 roku szkolił się na 1,5-miesięcznym XVIII kursie dowódców batalionów w Centrum Wyszkolenia Piechoty w Rembertowie, który to kurs ukończył z wynikiem pozytywnym. W roku 1928 zajmował 417. lokatę wśród kapitanów piechoty w swoim starszeństwie, a w roku 1930 – 371. lokatę w starszeństwie (była to jednocześnie 1074. lokata łączną wśród kapitanów korpusu piechoty). Kapitan Ludwik Wlazełko w roku 1932 zajmował 318. lokatę pośród kapitanów piechoty ze swego starszeństwa. 
Zarządzeniem Ministra Spraw Wojskowych ogłoszonym w dniu 9 grudnia 1932 roku został przeniesiony do 84 pułku piechoty z Pińska. Na dzień 1 lipca 1933 r. zajmował 784. lokatę łączną wśród kapitanów piechoty (była to równocześnie 299. lokata w starszeństwie). Prezydent Rzeczypospolitej Ignacy Mościcki zarządzeniem z dnia 4 lutego 1934 r. awansował kapitana Ludwika Wlazełko do stopnia majora, ze starszeństwem z dnia 1 stycznia 1934 roku i 19. lokatą w korpusie oficerów piechoty. Zarządzeniem opublikowanym w dniu 7 czerwca 1934 roku Minister Spraw Wojskowych przeniósł mjr. Wlazełko na stanowisko dowódcy III batalionu 84 pułku piechoty, detaszowanego w Łunińcu. Na dzień 5 czerwca 1935 r. zajmował 624. lokatę łączną wśród majorów piechoty (była to jednocześnie nadal 19. lokata w swoim starszeństwie). 
Z dniem 24 kwietnia 1938 roku powrócił do 14 pułku piechoty na stanowisko zastępcy dowódcy do spraw gospodarczych. Od października 1938 r. pełnił funkcję II zastępcy dowódcy pułku (kwatermistrza pułku), którym był do czasu ogłoszenia mobilizacji. Na kadencję 1939/1940 wyznaczony został do Kapituły "Pierścienia Pamiątkowego Korpusu Oficerskiego 14 Pułku Piechoty". Na dzień 23 marca 1939 roku zajmował już 16. lokatę wśród majorów piechoty ze swojego starszeństwa.   
Po wybuchu wojny, jako dowódca Oddziału Zbierania Nadwyżek 14 pułku piechoty, początkowo pozostał w koszarach (nadwyżki 14 pp liczyły wówczas 17 oficerów i 868 szeregowców). Było to wynikiem decyzji gen. bryg. Mikołaja Bołtucia, popartej przez Sztab Główny WP (zgodnie z planem mobilizacyjnym nadwyżki te miały być bowiem odesłane do Ośrodka Zapasowego 4 DP w Rzeszowie). Następnie na czele OZN 14 pp liczącego 2000 ludzi wyruszył w dniu 6 września 1939 r. do Warszawy (wymarsz nastąpił o godzinie 21:00). Maszerujący oddział podzielony został na dwa bataliony – dowódcą pierwszego został kpt. Józef Tkaczyk, a dowódcą drugiego kpt. Antoni Bogucki (obydwaj ci oficerowie byli komendantami Przysposobienia Wojskowego). Do stolicy zgrupowanie to dotarło w dniu 15 września. Na miejscu z grupy tej zorganizowano Oddział Pozostałości 14 pp, którego dowódcą został mjr Wlazełko. Oddział ten wszedł w skład Armii „Warszawa” i brał udział w obronie stolicy aż do jej kapitulacji (stacjonował między innymi w Cytadeli oraz w Szkole Żeńskiej przy ul. Nowolipki). Wielu żołnierzy z tego oddziału zostało przydzielonych do innych jednostek (między innymi w dniu 20 września przydzielono do 79 pułku piechoty ppor. sł. st. Józefa Karasińskiego, ppor. rez. Apolinarego Jędrzejewskiego i ppor. rez. Zygmunta Kopczyńskiego).
Po kapitulacji Warszawy przebywał w niemieckiej niewoli – w Oflagu VII A Murnau.
Po wojnie mieszkał w Stargardzie Szczecińskim i pracował w Cukrowni Kluczewo na stanowisku kasjera. Zmarł w szczecińskim szpitalu klinicznym w dniu 18 listopada 1963 roku, krótko po przejściu na emeryturę, i spoczywa (razem z żoną Marianną) na cmentarzu Centralnym w Szczecinie (kwatera 21A-2-5).

## Rodzina
W dniu 25 sierpnia 1923 r. we włocławskim kościele pw. św. Jana por. Ludwik Wlazełko zawarł ślub z Bronisławą Maszewską (córką ławnika magistratu). Sakramentu małżeństwa udzielił im kapelan 14 pp - ks. kpt. Stanisław Murasik. Bronisława zmarła 9 marca 1924 r. w wieku 18 lat i spoczywa na cmentarzu komunalnym we Włocławku. W dniu 19 czerwca 1926 roku poślubił Władysławę Sułtanowską (córkę Władysława i Józefy Kolanowskiej), która zmarła 16 stycznia 1948 r. i spoczywa na Starym Cmentarzu Komunalnym w Stargardzie. Jego trzecią żoną została Marianna (zmarła w dniu 13 listopada 1973 r.). Z małżeństwa z Władysławą Sułtanowską w dniu 6 października 1928 r. przyszła na świat we Włocławku córka Teresa Urszula.

## Ordery i odznaczenia
- Krzyż Walecznych (dwukrotnie[35]: po raz drugi w 1922[7])
- Srebrny Krzyż Zasługi (10 listopada 1928)[46][20][26]
- Medal Pamiątkowy za Wojnę 1918–1921[47]
- Medal Dziesięciolecia Odzyskanej Niepodległości[47]
- Srebrny Medal za Długoletnią Służbę[48]
- Brązowy Medal za Długoletnią Służbę[48]
- Odznaka pamiątkowa 14 pułku piechoty[49]
- Odznaka pamiątkowa 84 pułku piechoty[49]